# Мараді
Мараді (фр. Maradi) — третє найбільше місто Нігеру, адміністративний центр південної області Мараді. Місто розташоване на правому березі річки Гулбін-Мараді, правої притоки річки Ріма, правої притоки Сокото (басейн Нігеру). Населення міста 2013 року становило 163,7 тис. осіб.